# Vojaško sanitetno učilišče Jugoslovanske ljudske armade
Vojaško sanitetno učilišče (kratica VSU) je bila vojaško-izobraževalna ustanova, ki je delovala v sestavi Jugoslovanske ljudske armade. Šola se ne sme zamenjati z Vojaško medicinsko akademijo JLA; tu so se izobraževali zdravniški pomočniki, farmacevtski pomočniki in zobozdravniki.

## Zgodovina
Šola je bila ustanovljena leta 1945 med splošno reorganizacijo jugoslovanskega vojaškega šolstva. Izobraževanje je trajalo 24 mesecev. 
Leta 1952/4 so učilišče ukinili z namenom organizacije vojaških akademij.